# Sveti Petar (Mali Bukovec)
Sveti Petar falu Horvátországban, Varasd megyében. Közigazgatásilag Mali Bukovechez tartozik.

## Fekvése
Ludbregtől 5 km-re keletre, községközpontjától Mali Bukovectől 6 km-re délnyugatra a Drávamenti-síkság keleti részén fekszik.

## Története
Az itt előkerült régészeti leletek alapján arra következtethetünk, hogy a település területe mintegy háromezer éve folyamatosan lakott. A középkorban Sveti Petar a Drávamente egyik legjelentősebb települése volt. Plébániáját már 1334-ben említik a zágrábi főesperesség oklevelében. Maga a falu 1523-ban szerepel először az írott forrásokban, amikor a bednjai uradalom itteni jobbágyait említik. Jelentősége a 16. században, vélhetően 1532-ben szűnt meg, amikor a Bécs ellen vonuló török hadak ősi templomával együtt felégették. Ezután a plébánia központját is áthelyezték Veliki Bukovecre és a falu csak filia volt. Az új telepesek első csoportjai 1598-ban érkeztek ide, majd 1613-ban újabb betelepülők jöttek. 1643-tól a Draskovich család birtoka lett. 1659-ben a falu "Petrovo Selo" néven tűnik fel újra, 1700-tól szerepel "Sveti Petar" néven az írott forrásokban. 1787-ben már 527 lakosa volt. Iskoláját 1862-ben alapították, az új iskolaépület 1877-ben épült fel.
1857-ben 564, 1910-ben 1002 lakosa volt. 1920-ig Varasd vármegye Ludbregi járásához tartozott. 2001-ben 194 háza és 803 lakosa volt.

## Nevezetességei
- Szent Péter apostol tiszteletére szentelt kápolnája 1935-ben épült a középkori templom alapjain.
- Területén a "Gradina", "Gradišće", "Staro groblje", "Kolibe" és "Selišće" dűlőkben több védett régészeti lelőhely található, melyek a település több ezer éves múltjáról tanúskodnak.

## Külső hivatkozások
- A község hivatalos oldala